# Turismo in Romania

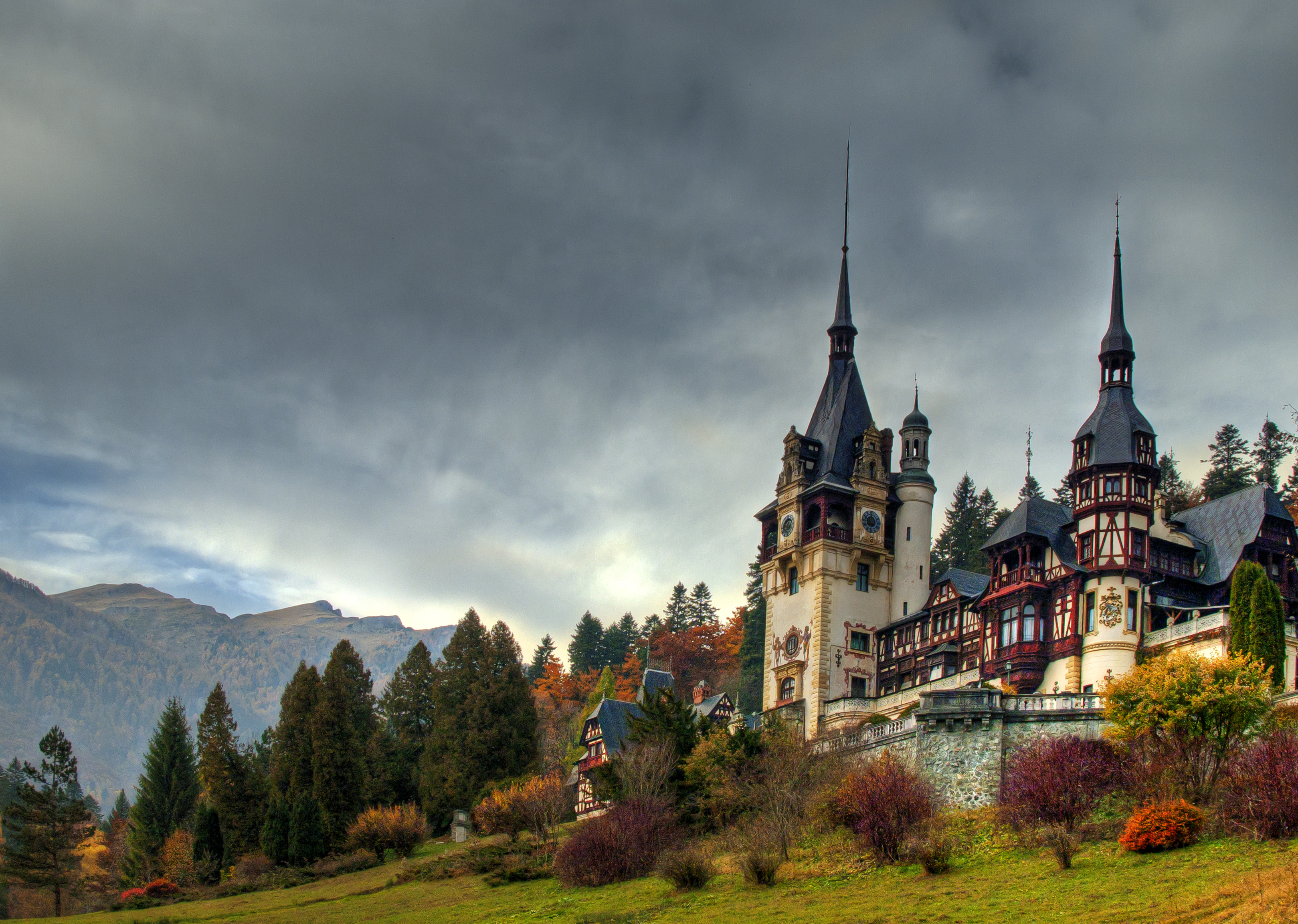
Il Castello di Peleș in Muntenia.

Il turismo in Romania è un settore assai importante e proficuo. Secondo le statistiche nazionali sul turismo, 15,7 milioni di turisti nazionali e stranieri hanno soggiornato in Romania nel 2018.
Nel 2018 il settore turistico della Romania ha fornito un contributo diretto di 5,21 miliardi di EUR al prodotto interno lordo (PIL), leggermente superiore rispetto al 2017, posizionando la Romania al 32º posto nel mondo, davanti a Slovacchia e Bulgaria, ma dietro Grecia e Repubblica Ceca. Il contributo totale del settore turistico all'economia rumena, che tiene conto anche degli investimenti e delle spese determinati da questo settore, è stato di circa 15,3 miliardi di EUR nel 2018, con un aumento dell'8,4% rispetto al 2017.
Nei primi tre mesi dell'anno 2018, c'erano 3,12 milioni di turisti stranieri. Rispetto agli stessi 3 mesi dell'anno precedente, gli arrivi sono aumentati del 10,9% ed i pernottamenti nelle strutture sono aumentati del 7,1%.
Nei primi nove mesi dell'anno 2019, c'erano 10 milioni di turisti stranieri. Rispetto agli stessi 9 mesi dell'anno precedente, gli arrivi sono aumentati del 10,2%.
Le città più visitate sono Bucarest, Costanza, Brașov, Timișoara, Sibiu, Alba Iulia, Cluj-Napoca, Sighișoara e Iași. Le maggiori attrazioni turistiche naturali includono il Danubio, i Carpazi e il Mar Nero.

## Siti patrimonio mondiale dell'UNESCO

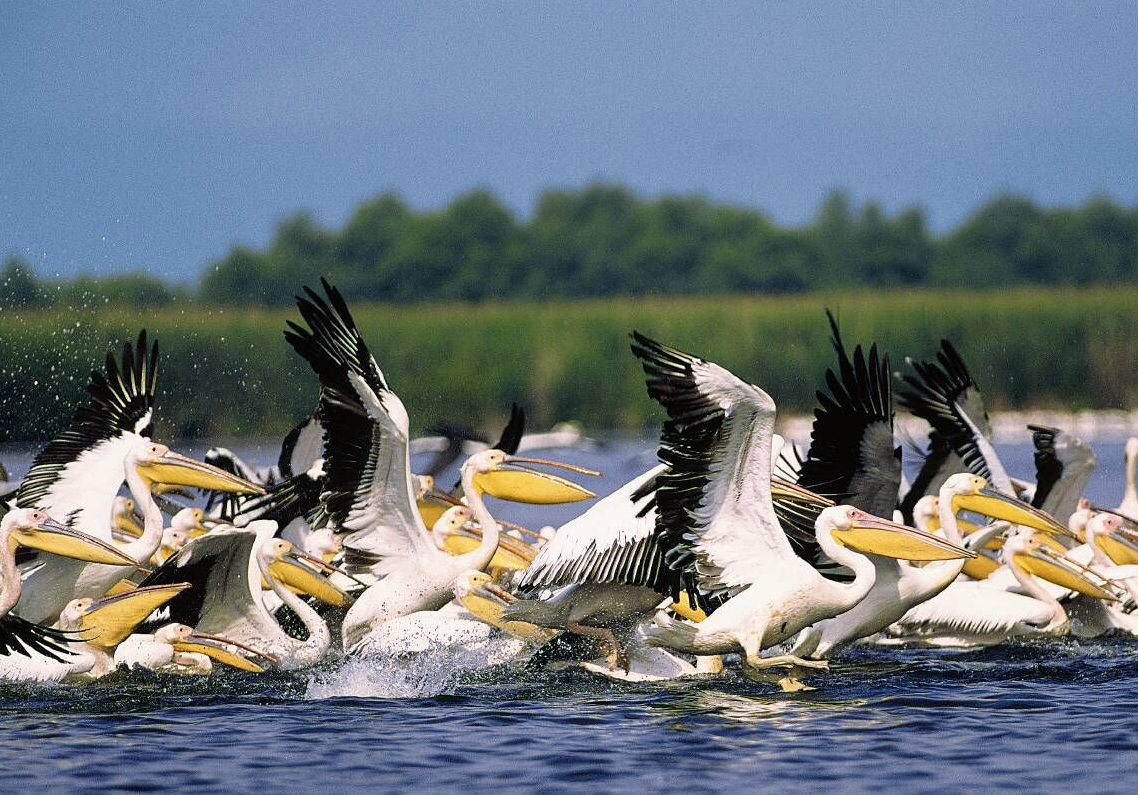
Pellicani nel Delta del Danubio

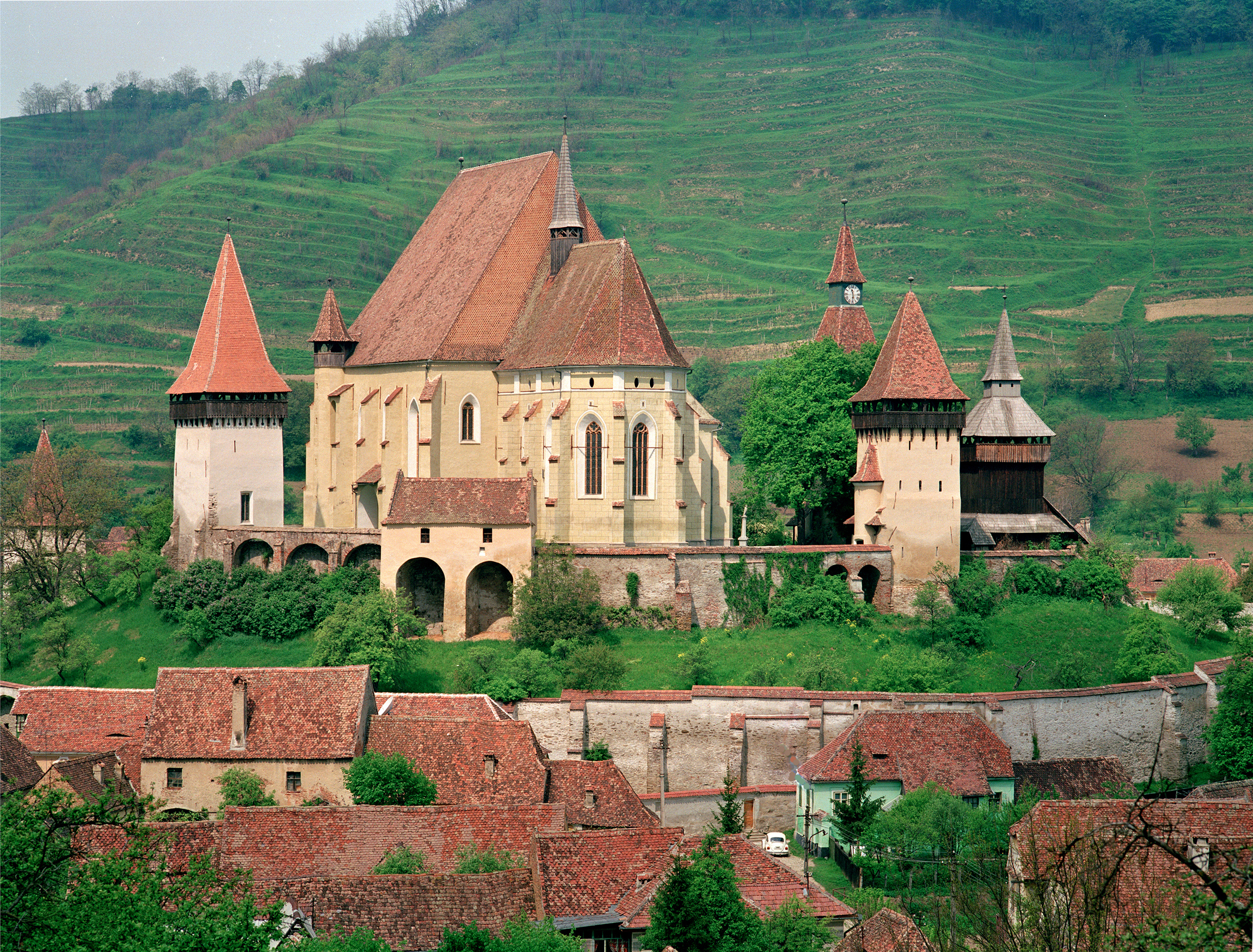
Biertan, chiesa fortificata sassone nel distretto di Sibiu

- Delta del Danubio - È il secondo delta fluviale più grande d'Europa ed il meglio conservato del continente. Ospita 300 specie di uccelli e 45 specie di pesci d'acqua dolce nei suoi numerosi laghi e paludi, inoltre si stima che nell'area del delta esistano oltre 1200 varietà di piante.
- Chiese della Moldavia - Le otto chiese ortodosse si trovano nel Distretto di Suceava, nel nord della Moldavia (Bucovina) e furono costruite all'incirca tra il 1487 e il 1583.
- Monastero di Horezu - Fu fondata nel 1690 dal principe Constantin Brâncoveanu nella città di Horezu ed è considerata un capolavoro di "stile Brâncoveanu", noto per la sua purezza architettonica e l'equilibrio, la ricchezza dei suoi dettagli scolpiti, il suo trattamento delle composizioni religiose, i suoi ritratti votivi e le sue opere decorative dipinte.
- Villaggi con chiese fortificate in Transilvania - Sono sette villaggi (sei sassoni e uno Székely) fondati dai sassoni della Transilvania. Sono dominate da chiese fortificate e caratterizzate da uno specifico modello insediativo che è stato preservato dal tardo Medioevo.
- Fortezze dacie dei monti Orăștie - Le sei fortezze (Sarmizegetusa Regia, Costeşti-Cetăţuie, Costeşti-Blidaru, Piatra Roşie, Bănița e Căpâlna) che formarono il sistema difensivo di Decebalo furono create nel 1 ° secolo a.C. come protezione contro la conquista romana e rivestirono un ruolo importante durante le guerre romano-daciche.
- Centro storico di Sighișoara - È una cittadella medievale abitata che fu costruita nel XII secolo dai coloni sassoni con il nome latino Castrum Sex ed è la città natale di Vlad III di Valacchia noto anche con il nome di Conte Dracula.
- Chiese lignee del Maramureș -  Rappresentano otto tecniche architetturali risalenti a diversi periodi e relativi a diverse zone. Queste chiese sono: Bârsana, Budești, Desești, Ieud, Plopiș, Poienile Izei, Rogoz, Șurdești.
- Foreste primordiali dei faggi dei Carpazi e di altre regioni d'Europa

## Attività

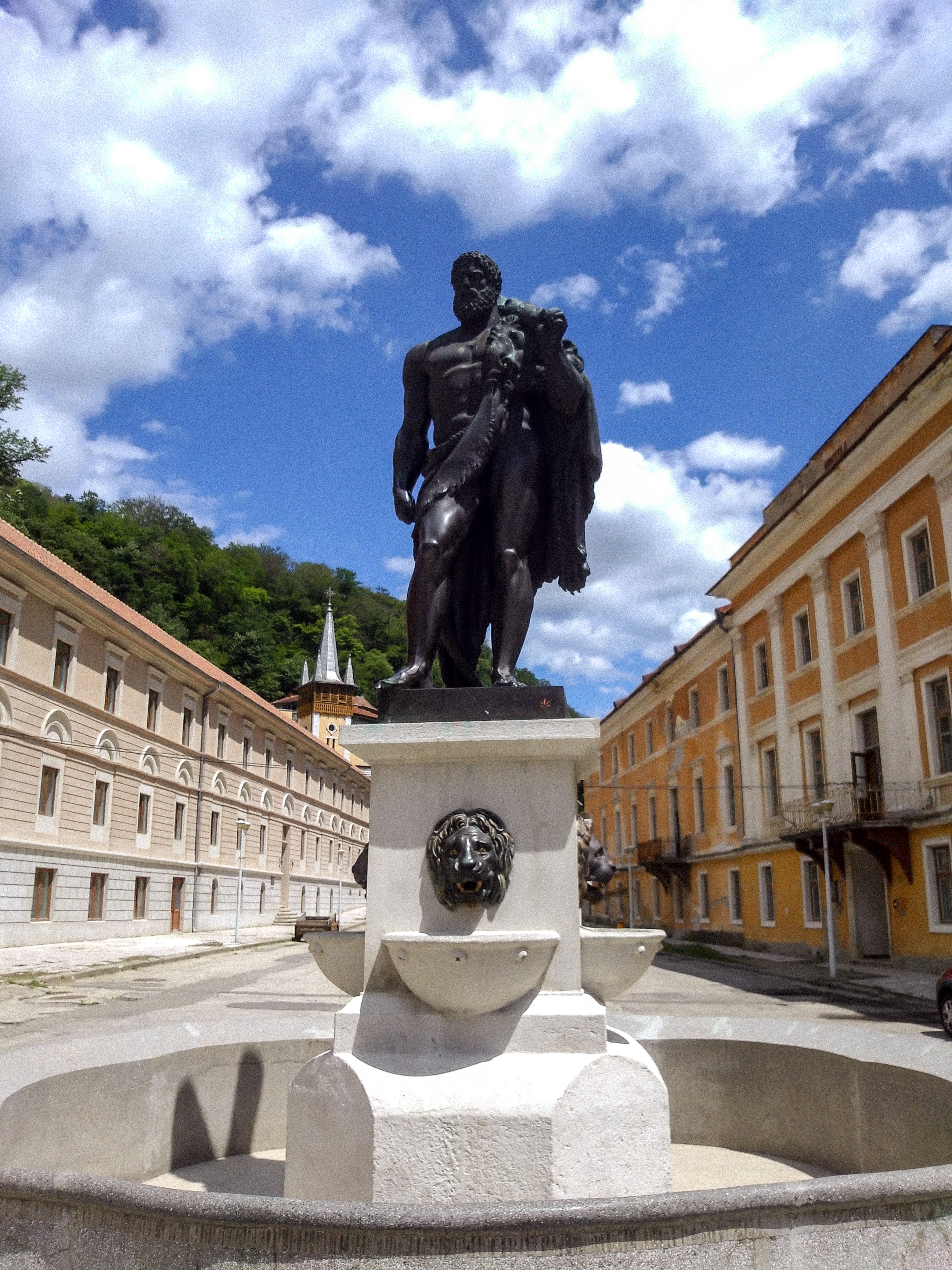
Statua di Ercole, Băile Herculane

- Turismo balneare sul litorale del Mar Nero: (da nord a sud) Năvodari, Mamaia, Costanza, Eforie Nord, Eforie Sud, Costinești, Olimp, Neptun, Jupiter, Cap Aurora, Venus, Saturn, Mangalia, 2 Mai e Vama Veche.
- Turismo sciistico: Sinaia, Bușteni, Semenic, Azuga, Straja, Păltiniș, Rânca, Cavnic, Arieșeni, Predeal e Poiana Brașov.
- Turismo culturale: Bucarest, Timișoara, Sibiu, Brașov, Cluj-Napoca, Oradea, Arad, Alba Iulia, Sighișoara, Târgu Mureș e Iași.
- Turismo rurale, che ruota principalmente attorno al folclore e alle tradizioni del Banato, del Maramureș e della Bucovina. Dato il loro carattere più isolato e montuoso e la diversità della popolazione, gli abitanti di queste due regioni del nord della Romania hanno mantenuto antiche tradizioni come dipingere le uova di Pasqua[5], dipingere case e in alcune parti hanno persino mantenuto viva la vecchia architettura locale.
- Terme e centri benessere: Băile Herculane, Băile Felix, Buziaș, Sovata, Călimănești, Moneasa e Techirghiol

## Maggiori attrazioni turistiche

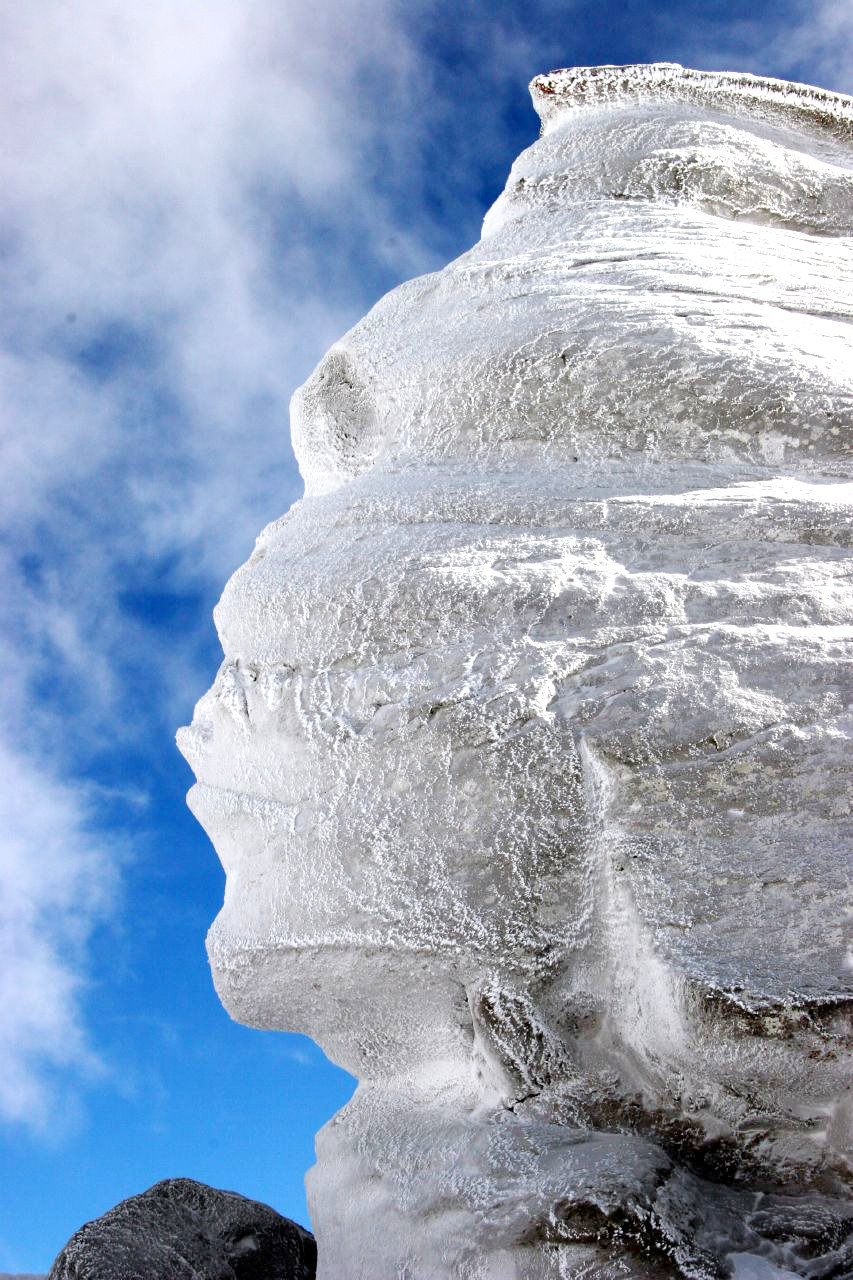
Sfinge dei Monti Bucegi

- Castelli e fortificazioni medievali
- Grotta di Scărișoara e Grotta degli Orsi, entrambe situate nei Monti Apuseni
- Sfinge e Babele, entrambi situati nei Monti Bucegi
- Parco nazionale Cheile Nerei - Beușnița, Parco nazionale Domogled - Valea Cernei, Parco nazionale Semenic - Cheile Carașului, Porte di ferro nella distretto di Caraş-Severin
- Vulcani di fango di Berca
- Cimitirul Vesel (cimitero allego), a Săpânța, distretto di Maramureș
- Palazzo del Parlamento (Bucarest), Bucarest, uno dei più grandi edifici del mondo
- Lipscani, nel centro storico di Bucarest, la più importante area commerciale della città e del Principato di Valacchia dal Medioevo ai primi anni del XIX secolo
- Transfăgărășan - Nel settembre 2009 il programma televisivo di motori Top Gear girò la prima puntata della quattordicesima stagione sulla strada. Uno dei tre conduttori, Jeremy Clarkson, ha definito la Transfăgărășan "la migliore strada al mondo", che precedentemente aveva pensato fosse l'italiana Strada statale 38 dello Stelvio.
- Cheile Turzii (le Gole di Turda)
- Miniera di sale di Turda
- Isola di Haţeg
- Il centro storico di Timişoara